# Gerður Helgadóttir
Gerður Helgadóttir (11 de abril de 1928 - 17 de mayo de 1975) fue una escultora y vidriera islandesa.

## Biografía
Estudió en la Escuela de Artes y Oficios de Islandia (MHÍ); en Dianamarca; en la Academia de Bellas Artes de Florencia y en la Académie de la Grande Chaumière, París. Quizá sus trabajos más conocidos fueron las vidrieras emplomadas de las iglesias de Skálholt
 y Kópavogur.
Falleció el 17 de mayo de 1975, a los 47 años

## Premios
En 1974 ella fue galardonada con la Orden del Halcón (en islandés: Hin íslenska fálkaorða).